# Smith’s Grain Store

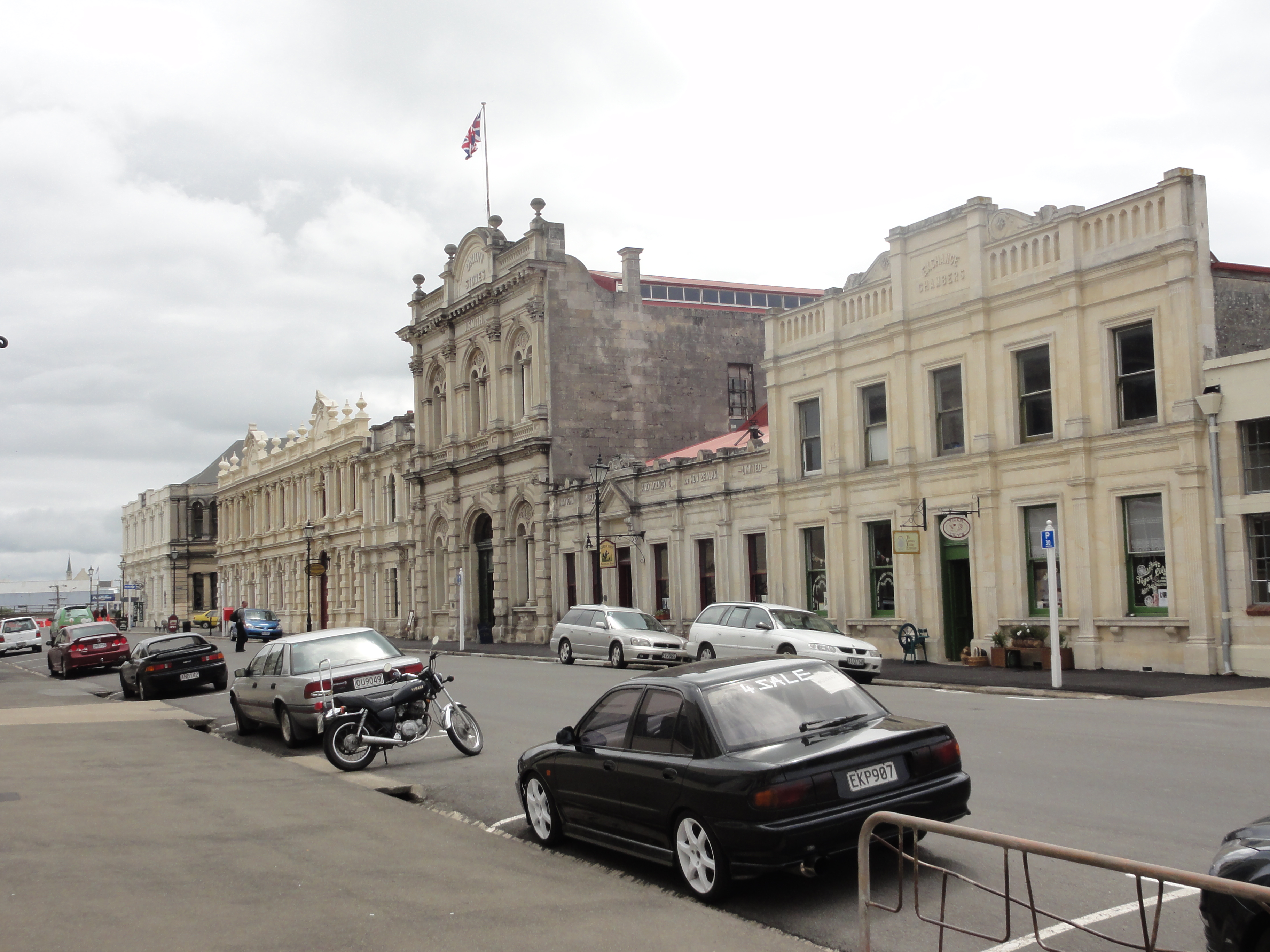
Tyne Street 1–13, Smith’s Grain Store ist das hohe Gebäude in der Bildmitte

Smith’s Grain Store ist ein historisches Bauwerk in der Tyne Street 9 im viktorianischen Stadtkern der neuseeländischen Stadt Oamaru in der Region Otago. Das Bauwerk erstreckt sich nach hinten bis an die Harbour Street.
Es wurde 1882 als Getreidelager für Joseph Smith gebaut. Architekt war James Johnston, wichtigster Konkurrent des damals den Bau von öffentlichen Bauten und Wirtschaftsbauten Oamarus dominierenden Architekturbüro Forrester & Lemon. Wie viele Entwürfe dieses Architekten ist die Fassade im Italianate-Stil mit Elementen der Neo-Renaissance gestaltet.
Das Mauerwerk mit den verzierten Fenstern und Kapitellen aus Oamaru Stone wurde von Hamilton and    Co., die Zimmermannsarbeiten von Henry Francis Sidon ausgeführt. Das Lager hatte eine Kapazität von 30.000 Sack Getreide.
Das Bauwerk weist eine für ein Getreidelager außergewöhnlich aufwändig geschmückte Fassade auf.
Nach seiner Nutzung als Getreidelager wurde es vielfältig genutzt. Die Zeitung Oamaru Mail hatte hier 1906–1970 ihre Büros und ihre Druckerei. Die Presbyterianer von Süd-Oamaru versammelten sich hier bis zum Bau einer eigenen Kirche.
Es diente als Tanzsaal, Rollschuhbahn, als erster Sitz der Farmergenossenschaft von Nord-Otago und Tischlerei.
Das Gebäude mit seinem großen Innenraum dient heute als Durchgang zwischen Harbour Street und Tyne Street und für öffentliche Veranstaltungen, im Obergeschoss befindet sich eine Galerie ortsansässiger Künstler.
Am 2. Juli 1987 wurde das Gebäude vom New Zealand Historic Places Trust unter der Nummer 4380 als Denkmal der Kategorie 1 (Historic Place Category I) eingestuft.
Das Bauwerk befindet sich im Eigentum des Oamaru Whitestone Civic Trust, einer Organisation, die sich dem Erhalt und der wirtschaftlichen Nutzung des viktorianischen Erbes von Oamaru widmet.
Es ist Teil des ebenfalls unter Schutz stehenden Ensembles Harbour/Tyne Street Historic Area. Die Nachbargebäude Darling McDavell Limited, Stock and Station Agents  und Union Offices stehen ebenfalls als Baudenkmal unter Schutz.